# Vila fortificada de la Bastida
La Vila fortificada de la Bastida és la vila murada, fortificada, medieval d'estil romànic del poble de la Bastida, a la comarca del Rosselló, Catalunya del Nord.
De forma aproximadament circular al voltant de la primitiva cellera del lloc de Mollet, canvià el nom original del poble pel de la Bastida construïda al segle xiii.

## Història
El poble és esmentat des del 990, sempre amb el nom de Mollet o Molletell (Moletum, 1009; Molled, 1011; Molletello, 1046; Moletel, 1090), fins que a partir de la construcció de la fortificació del segle xiii, que emmurallava la cellera primitiva de Mollet, es començà a anomenar la Bastida (S, Michelis de la Bastida, 1276; la Bastida de Moled, 1395; Bastida, 1406 i 1435, etc.).
Al llarg dels segles diversos llinatges rossellonesos foren senyors de Mollet, o de la Bastida: als segles XI-XIII, foren els Cortsaví-Serrallonga; al XIV, els Alió-So; al rei de Mallorca el 1335; als XIV-XV, als Llupià-Bages; als XV-XVI, als Çagarriga; al XVII, als Taquí, i al XVIII, als Oms.

## Característiques
Se'n conserven diversos fragments repartits a l'entorn del que fou el recinte de la vila; els del costat meridional han estat refets recentment per un particular. Al costat nord hi ha les restes del Castell de Mollet.